# Manuguru
Manuguru är en ort i Indien.   Den ligger i distriktet Khammam och delstaten Telangana, i den centrala delen av landet, 1 200 km söder om huvudstaden New Delhi. Manuguru ligger 94 meter över havet och antalet invånare är 32 539.
Terrängen runt Manuguru är platt åt nordost, men åt sydväst är den kuperad. Runt Manuguru är det ganska tätbefolkat, med 179 invånare per kvadratkilometer. Manuguru är det största samhället i trakten. Omgivningarna runt Manuguru är en mosaik av jordbruksmark och naturlig växtlighet.